# Phryganogryllacris xiai
Phryganogryllacris xiai är en insektsart som beskrevs av Liu och Zhang 2001. Phryganogryllacris xiai ingår i släktet Phryganogryllacris och familjen Gryllacrididae. Inga underarter finns listade i Catalogue of Life.